# Вулиця Замкова (Луцьк)
Замкова вулиця — вулиця Луцька в центрі історико-культурного заповідника, що з'єднує на півночі вулицю Глушець в районі перехрестя з вулицею сенаторки Левчанівської, проходить між торговими рядами «Центрального (старого) ринку», огинає Луцький замок зі сходу по його межі з центральним парком і закінчується тупиком на березі річки Стир на півдні.
Ця вулиця — одна з небагатьох вулиць Старого міста, що ніколи не змінювала назви.

## Історія

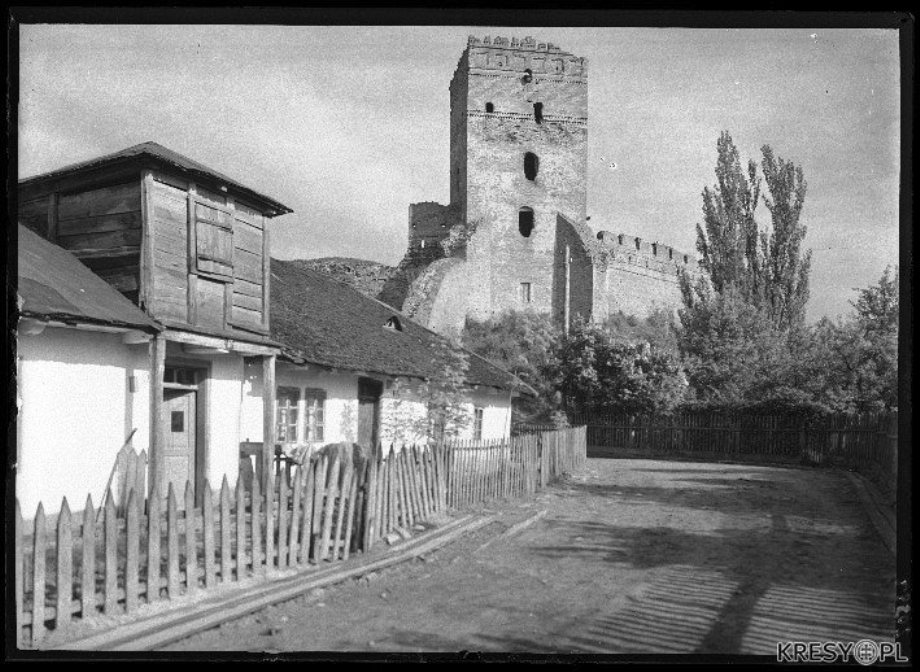
Вулиця Замкова у 1925 р.

Замкова вулиця виникла в кінці XIX століття і використовувалася водовозами для доставки води зі Стиру в Луцький замок (з 1870 року по 1918 там розташовувалась пожежна частина), де не було колодязів. Доти воду возили по вулиці, відомій за сучасності як Плитниця, що й носила тоді назву Замкової.
З появою нової вулиці їй було присвоєно назву Замкової, а нинішня Плитниця стала Нижньозамковою. Провулок, що з'єднував їх, став називатися Козлиний спуск.
Активна забудова вулиці припала на початок XX століття. До сучасності там збереглися приватні будинки кінця XIX — початку XX століття.
Після Другої світової війни на площу на захід від початку вулиці перенесли ринок, який згодом став називатися Центральним і значно розширився в 1990-і — 2000-і роки. В результаті початок вулиці злився з одним із торгових рядів, що веде на вулицю Глушець.
У 2016 році частину вулиці, розташованої біля замку, було покрито бруківкою. На ній розташована частина пішохідної доріжки, що оточує замок, і підпірна стінка пагорба, на якому замок стоїть.